# Aleksandar Vukotić
 (août 2025).
Aleksandar Vukotić, né le 22 juillet 1995 à Kraljevo, est un footballeur serbe. Il évolue au poste de défenseur central au Wehen Wiesbaden.

## Biographie
Il inscrit son premier but en première division belge le 12 août 2018, lors d'un déplacement sur la pelouse du KAA Gent (défaite 4-1).

## Palmarès
Il est finaliste de la Coupe de Bosnie-Herzégovine en 2018 avec le FK Krupa.